# Григорик, Андрей Вячеславович
Андре́й Вячесла́вович Григорик (укр. Андрій В'ячеславович Григорик; род. 31 марта 1988, Кривой Рог, Днепропетровская область) — украинский футболист, защитник.

## Биография

### Клубная карьера
Воспитанник криворожского футбола. С 2001 года по 2005 год выступал в ДЮФЛ за «Кривбасс». В 2005 году был переведён в дубль «Кривбасса». 26 апреля 2005 года дебютировал в Высшей лиге в матче против киевской «Оболони» (0:1). В 2008 году перешёл в мариупольский «Мариуполь». В команде дебютировал 17 апреля 2009 года в матче против киевского «Арсенала» (4:0).
В июне 2010 года появилась информация о том, что Григорик покинул расположение клуба.

### Карьера в сборной
Выступал за юношескую сборную Украины до 19 лет и молодёжную сборную Украины до 21 года.

## Статистика
| Сезон   | Клуб        | Лига         | Чемпионат | Чемпионат | Кубок | Кубок | Дубль | Дубль |
| Сезон   | Клуб        | Лига         | Игры      | Голы      | Игры  | Голы  | Игры  | Голы  |
| ------- | ----------- | ------------ | --------- | --------- | ----- | ----- | ----- | ----- |
| 2004/05 | Кривбасс    | Высшая лига  | 1         | 0         | 0     | 0     | 3     | 0     |
| 2005/06 | Кривбасс    | Высшая лига  | 0         | 0         | 0     | 0     | 27    | 0     |
| 2006/07 | Кривбасс    | Высшая лига  | 1         | 0         | 0     | 0     | 21    | 0     |
| 2007/08 | Кривбасс    | Высшая лига  | 0         | 0         | 1     | 0     | 17    | 1     |
| 2007/08 | Ильичёвец-2 | Вторая лига  | 3         | 0         | —     | —     | —     | —     |
| 2008/09 | Мариуполь   | Премьер-лига | 6         | 0         | 0     | 0     | 16    | 1     |
| 2009/10 | Мариуполь   | Премьер-лига | 3         | 0         | 2     | 0     | 3     | 0     |
| 2010/11 | Горняк      | Вторая лига  | 16        | 0         | 1     | 0     | —     | —     |
| 2011/12 | Горняк      | Вторая лига  | 24        | 4         | 2     | 1     | —     | —     |
| 2012/13 | Горняк      | Вторая лига  | 8         | 2         | 0     | 0     | —     | —     |
| 2013/14 | Горняк      | Вторая лига  | 29        | 5         | 2     | 1     | —     | —     |
| 2014/15 | Горняк      | Первая лига  | 28        | 2         | 1     | 0     | —     | —     |
| 2015/16 | Горняк      | Первая лига  | 26        | 0         | 4     | 1     | —     | —     |